# Xenon-hexafluorid
| Xenon-hexafluorid                                                                                               |                             |
| \| \| \| |                             |
| Kémiai azonosítók                                                                                               |                             |
| CAS-szám | 13693-09-9                  |
| PubChem | 139546                      |
| ChemSpider | 123066                      |
| SMILES | F[Xe](F)(F)(F)(F)F          |
| InChIKey | ARUUTJKURHLAMI-UHFFFAOYSA-N |
| UNII | WXC3I4P46T                  |
| Kémiai és fizikai tulajdonságok                                                                                 |                             |
| Kémiai képlet                                                                                                   | XeF6                        |
| Moláris tömeg                                                                                                   | 245,28 g mol-1              |
| Sűrűség | 3,56 g cm-3                 |
| Olvadáspont | 49,25 °C                    |
| Forráspont | 75,6 °C                     |
| Oldhatóság (vízben)                                                                                             | vízzel reakcióba lép        |
| Ha másként nem jelöljük, az adatok az anyag standardállapotára (100 kPa) és 25 °C-os hőmérsékletre vonatkoznak. |                             |
| |                             |

A xenon-hexafluorid egy nemesgázvegyület, melynek kémiai képlete XeF6, a xenon három biner (kétkomponensű) fluorvegyülete közül a legnagyobb értékű. A másik kettő a XeF2 és a XeF4. Mindhárom vegyület exergonikus és szobahőmérsékleten stabil. A csoportban a legerősebb fluorozószer a XeF6. Szobahőmérsékleten színtelen szilárd anyag, könnyen szublimál, gőzei sárga színűek.

## Előállítása
A xenon-hexafluorid előállítható, ha XeF2-ot 6 MPa nyomáson, mintegy 300 °C hőmérsékleten hosszú ideig melegítünk.
NiF2 katalizátorral a folyamat 120 fokon is végbemegy, akár már 1:5 xenon-fluor mólarány esetén is.

## Felépítése
A XeF6 felépítését több év alatt sikerült megállapítani, ami a XeF2 és a XeF4 feltérképezéséhez képest hosszú idő. Gáz halmazállapotban a vegyület monomer. A vegyértékelektronpár-taszítási elmélet szerint hat fluorid ligandum és egy szabad elektronpár jelenléte esetén a molekula szerkezete nem teljesen oktaéderesen szimmetrikus. Ehelyett – ahogy azt az elektrondiffrakciós vizsgálatok és a magas szintű számítások megmutatták – a C3v pontcsoportba tartozik. Az Oh pontcsoportra kiszámított energiaérték szignifikánsan nem különbözik a molekula energiájától, ami azt jelzi, hogy az energiafelszínen sekély a minimumhely.  Konrad Seppelt, a nemesgázok és a fluorkémia egyik nagytekintélyű professzora azt mondta, hogy „a szerkezetet legjobban egy mobilis elektronpárral lehet jellemezni, mely az oktaéder síkjain és élein is halad, és így folyamatosan, dinamikusan torzítja a molekula alakját.”
A 129Xe és a 19F NMR spektroszkópiás vizsgálata arra utal, hogy a vegyület oldatban tetramer szerkezetű. Négy egyenértékű xenonatom helyezkedik el a tetraéder négy sarkában, s ezt veszi körbe az állandóan mozgásban lévő 24 fluoratom, melyek helyzetüket „fogaskerék rendszerben” változtatják.[forrás?]
A XeF6 6 különböző alakban kristályosodik ki, melyek közül az egyikben XeF+5 ionok és F− hidak találhatók.

## Reakciói

### Hidrolízis
A xenon-hexafluorid hidrolízise többlépcsős, melynek végterméke xenon-trioxid:
XeF6 + H2O → XeOF4 + 2 HF
XeOF4 + H2O → XeO2F2 + 2 HF
XeO2F2 + H2O → XeO3 + 2 HF
Az XeF6 Lewis-savként viselkedik, egy vagy két fluorid aniont tud megkötni:
XeF6 + F− → XeF−7
XeF−7 + F− → XeF2−8

### Oktafluoroxenátok
Az oktafluoroxenát(VI) anion sói (XeF2−8) nagyon stabilak, csak 400 °C fölött bomlanak el. Ez az anion - a nitrozónium sójának, a nitrozónium-oktafluoroxenát(VI) (NO)2XeF8 egykristály röntgendiffrakciós vizsgálata alapján - négyzetes antiprizmás geometriájú. A nátrium és a kálium sói közvetlenül a nátrium-fluoridból és a kálium-fluoridból alakulnak ki.
2 NaF + XeF6 → Na2XeF8
2 KF + XeF6 → K2XeF8
Ezek termikusan kevésbé stabilak, mint a cézium és a rubídium sók, melyek előállításában az első lépés a heptafluoroxenát-sók létrehozása:
CsF + XeF6  →  CsXeF7
RbF + XeF6  →  RbXeF7
Ezeket azután a sárga oktafluoroxenát sók előállításához rendre 50 °C-on, illetve 20 °C-on pirolizálják:
2 CsXeF7 → Cs2XeF8 + XeF6
2 RbXeF7 → Rb2XeF8 + XeF6
Ezek a sók vízben hidrolizálva különböző xenon és oxigén tartalmú vegyületeket képeznek.
A xenon másik két biner fluorvegyülete nem képez ilyen stabil adduktumokat fluorid ionokkal.

### Fluorid akceptorokkal
A XeF6 erős fluorid akceptorokkal reakcióba lép. Ilyen például a RuF5 és a BrF3·AuF3, ezekkel kémiai reakció során XeF+5 kation jön létre:
XeF6 + RuF5 → XeF+5RuF−6
XeF6 + BrF3·AuF3 → XeF+5AuF−4 + BrF3

## Fordítás
- Ez a szócikk részben vagy egészben a Xenon hexafluoride című angol Wikipédia-szócikk ezen változatának fordításán alapul.  Az eredeti cikk szerkesztőit annak laptörténete sorolja fel. Ez a jelzés csupán a megfogalmazás eredetét és a szerzői jogokat jelzi, nem szolgál a cikkben szereplő információk forrásmegjelöléseként.

## Külső hivatkozások
- WebBook page for XeF6 Archiválva 2020. december 24-i dátummal a Wayback Machine-ben